# Most Runyang
'Most Runyang (poenostavljena kitajščina: 润 扬 长江 大桥; tradicionalno kitajsko: 潤 揚 長江 大橋; pinjin: Rùnyáng Changjiang Dàqiáo) je velik most, ki prečka reko Jangce v provinci Jiangsu, Kitajska, dolvodno od Nanjinga. Kompleks je sestavljen iz dveh glavnih mostov, ki povezujeta Zhenjiang na južnem bregu reke in Yangzhou na severu. Most je del hitre ceste Peking-Šanghaj. Gradnja kompleksa mostov se je začela oktobra 2000 in je bila končana pred rokom. Stala je 5,8 milijarde juanov (približno US $ 700.000.000). Kompleks je bil odprt za promet 30. aprila 2005.  Skupna dolžina kompleksa mostov je približno 35,66 km. Med obema mostovoma je otok Shiyezhou.
Vodja projekta je bil Wang Jun, glavni inženir gradbenega organa Jiangsu Provincial Yangtze River Highway Bridge Construction Commanding Dept.
Pred izgradnjo mostu je čez reko vozil trajekt približno vsako uro. Vožnja je trajala približno 40 minut, da bi dosegli železniško postajo Zhenjiang iz Yangzhouja.

## Južni most
Južni most je viseči most z glavnim razponom 1490 metrov. Po končanju v letu 2005 je postal tretji najdaljši viseči most na svetu in največji na Kitajskem. Z odprtjem mosta Xihoumen leta 2007 je postal drugi najdaljši viseči most na Kitajskem. Zdaj je peti najdaljši na svetu. Pilona sta visoka 215 metrov nad vodno gladino. Dva pristopna razpona nista viseča. Glavni razpon mostu je sestavljen iz racionaliziranega ortotropnega jeklenega škatlastega nosilca, ki je 3 m globok. Širina voziščne konstrukcije je 39,2 m, na njej je 6 prometnih pasov in ozek hodnik na vsakem zunanjem robu za vzdrževanje. Višina za rečno plovbo je približno 50 metrov.
Drug načrtovan viseči most čez ožino Qiongzhou na Kitajskem, bo večji kot južni most, in bo imel glavno razpetino med 2000 in 2500 metrov.

## Severni most
Severni most je most s poševnimi zategami z glavnim razponom 406 metrov, s piloni 150 metrov  nad vodno gladino. Ta zasnova je bila izbrana zaradi stroškov za krajšo glavno razpetino. Skupaj z dvema 176 m dolgima stranskima deloma znaša dolžina severnega mostu 758 m. V nasprotju z južnim, je pod mostom le 18 m višine.